# ストーミーカフェ
ストーミーカフェ（2002年 - ）は日本の競走馬である。馬名は「嵐の」を意味する「ストーミー」と冠名の「カフェ」が由来である。2002年のセレクトセールにおいて3200万円で落札された。現役時は中央競馬で走り、逃げの戦法を得意としていた。

## 経歴
2004年、7月に函館競馬場で行われた2歳新馬戦で四位洋文騎手が騎乗しデビューを果たし2番人気に支持されるも、後にクリスタルカップを制すディープサマーに逃げ切られ大差での2着だった。以後しばらく同騎手が主戦騎手となる。続く札幌競馬場での2歳未勝利戦で逃げ切って初勝利を挙げる。初の重賞挑戦となった札幌2歳ステークスでは、5番人気ながら見事逃げ切り重賞初勝利を挙げる。その後休養を挟んで出走した朝日杯フューチュリティステークスでは、3番人気に支持され、レースではいつものように逃げるが最後の直線でマイネルレコルトに交わされ2着となった。
2005年、この年初戦となる共同通信杯に出走し、58キログラムの斤量だったが1番人気に支持されレースで逃げ切り重賞2勝目を挙げた。しかしその後左第3手根骨を剥離骨折してしまい療養することとなった。ちなみにこの時点ではディープインパクトの最大のライバルと評価されていた。
8月下旬に復帰し迎えた神戸新聞杯でディープインパクトとの初対戦が実現した。単勝13.2倍の2番人気に支持されレースに挑み、いつも通りに逃げの走りを見せるが7ヶ月ぶりの実戦とあって3コーナー付近で力尽きディープインパクトらに交わされ8着という結果に終わった。その後は距離不安もあって菊花賞に向かわず天皇賞（秋）に出走し、レースでは1000m通過ラップが62.4秒、上がり3ハロンが33秒6というスローペースをタップダンスシチーと共に演出するも15番人気で9着という結果に終わった。続くジャパンカップでもタップダンスシチーと共に逃げ1000m通過ラップが58.3秒というハイペースを作り出し4コーナー付近で脱落して最下位の18着という結果に終わった。
2006年、休養明けで7ヶ月ぶりに出走した巴賞では、2番人気に支持されるも5着だった。このレース以降いろんな騎手が騎乗することになる。続く函館記念、京成杯オータムハンデキャップ、ポートアイランドステークスではいずれも2ケタ着順という結果に終わった。
2007年、休養明けで7ヶ月ぶりに出走した金鯱賞では、11番人気で12着だった。しかし続く福島テレビオープンは5番人気で5着、 七夕賞は7着、関屋記念は5着と復調気配を見せていた。そのため、京成杯オータムハンデキャップでは3番人気になったものの、8着に敗れた。4週間後、毎日王冠とペルセウスステークスに出走登録を行い、毎日王冠に中舘英二騎手を迎え出走。しかし、勝ったチョウサンがレコードタイムで勝利したようなハイペースで、逃げ馬には厳しい展開となり、12着に敗れた。次走は2007ファイナルステークスに出走したが17着に敗れた。
2008年、長期休養中に去勢手術をし、8月にNSTオープンで復帰。しかし、8着に敗れる。続く11月1日、ブラジルカップにおいて、初めてダートに挑むが、最下位の16着に敗れた。そして、11月6日付けでJRA競走馬登録を抹消された。今後は北海道苫小牧市のノーザンホースパークで乗馬となる。

## 競走成績
以下の内容は、netkeiba.comの情報に基づく。
| 競走日     | 競馬場 | 競走名            | 格   | 距離（馬場）  | 頭 数 | 枠 番 | 馬 番 | オッズ （人気） | 着順 | タイム （上がり3F） | 着差 | 騎手      | 斤量 [kg] | 1着馬（2着馬）       | 馬体重 [kg] |
| ---------- | ------ | ----------------- | ---- | ------------- | ----- | ----- | ----- | --------------- | ---- | ------------------- | ---- | --------- | --------- | -------------------- | ----------- |
| 2004.07.11 | 函館   | 2歳新馬           |      | 芝1200m（稍） | 10    | 8     | 9     | 006.00（2人）   | 02着 | R1:15.3（39.0）     | -1.9 | 0四位洋文 | 54        | ディープサマー       | 488         |
| 0000.08.21 | 札幌   | 2歳未勝利         |      | 芝1500m（重） | 13    | 2     | 2     | 003.30（1人）   | 01着 | R1:29.4（36.4）     | -0.4 | 0四位洋文 | 54        | （ニシノドコマデモ） | 484         |
| 0000.10.02 | 札幌   | 札幌2歳S          | GIII | 芝1800m（良） | 14    | 4     | 6     | 007.30（5人）   | 01着 | R1:49.9（37.4）     | -0.1 | 0四位洋文 | 55        | （ダンツキッチョウ） | 484         |
| 0000.12.12 | 中山   | 朝日杯FS          | GI   | 芝1600m（良） | 16    | 4     | 8     | 005.80（3人）   | 02着 | R1:33.7（36.3）     | -0.3 | 0四位洋文 | 55        | マイネルレコルト     | 496         |
| 2005.02.06 | 東京   | 共同通信杯        | GIII | 芝1800m（良） | 9     | 2     | 2     | 002.20（1人）   | 01着 | R1:47.8（35.4）     | -0.4 | 0四位洋文 | 58        | （ダイワアプセット） | 492         |
| 0000.09.25 | 阪神   | 神戸新聞杯        | GII  | 芝2000m（良） | 13    | 4     | 4     | 013.20（2人）   | 08着 | R2:00.3（36.9）     | -1.9 | 0四位洋文 | 56        | ディープインパクト   | 482         |
| 0000.10.30 | 東京   | 天皇賞（秋）      | GI   | 芝2000m（良） | 18    | 6     | 11    | 082.5（15人）   | 08着 | R2:00.6（34.1）     | -0.5 | 0四位洋文 | 56        | ヘヴンリーロマンス   | 484         |
| 0000.11.27 | 東京   | ジャパンC         | GI   | 芝2400m（良） | 18    | 5     | 9     | 070.6（14人）   | 18着 | R2:25.7（39.3）     | -3.6 | 0四位洋文 | 55        | アルカセット         | 490         |
| 2006.07.09 | 函館   | 巴賞              | OP   | 芝1800m（良） | 14    | 1     | 1     | 004.90（2人）   | 05着 | R1:51.0（38.1）     | -0.3 | 0四位洋文 | 56        | モノポール           | 486         |
| 0000.07.23 | 函館   | 函館記念          | GIII | 芝2000m（稍） | 16    | 3     | 6     | 012.70（7人）   | 11着 | R2:06.5（40.8）     | -1.4 | 0武幸四郎 | 56        | エリモハリアー       | 484         |
| 0000.09.10 | 中山   | 京成杯AH          | GIII | 芝1600m（良） | 15    | 6     | 12    | 020.6（11人）   | 15着 | R1:35.4（38.4）     | -3.4 | 0吉永護   | 56        | ステキシンスケクン   | 478         |
| 0000.10.01 | 中京   | ポートアイランドS | OP   | 芝1800m（稍） | 11    | 7     | 8     | 024.80（8人）   | 10着 | R1:49.5（39.0）     | -2.2 | 0石橋守   | 56        | コンゴウリキシオー   | 468         |
| 2007.05.26 | 中京   | 金鯱賞            | GII  | 芝2000m（良） | 12    | 4     | 4     | 084.0（11人）   | 12着 | R2:00.2（38.7）     | -3.0 | 0石橋守   | 57        | ローゼンクロイツ     | 476         |
| 0000.06.24 | 福島   | 福島テレビOP      | OP   | 芝1800m（良） | 16    | 1     | 1     | 009.30（5人）   | 05着 | R1:46.6（37.1）     | -0.4 | 0江田照男 | 56        | ユメノシルシ         | 480         |
| 0000.07.08 | 福島   | 七夕賞            | GIII | 芝2000m（良） | 16    | 7     | 14    | 020.30（8人）   | 07着 | R2:00.8（37.1）     | -0.5 | 0柴田善臣 | 55        | サンバレンティン     | 484         |
| 0000.08.05 | 新潟   | 関屋記念          | GIII | 芝1600m（良） | 18    | 2     | 3     | 013.90（8人）   | 05着 | R1:32.7（35.4）     | -0.9 | 0田中勝春 | 56        | カンパニー           | 486         |
| 0000.09.09 | 中山   | 京成杯AH          | GIII | 芝1600m（良） | 16    | 6     | 12    | 006.30（3人）   | 08着 | R1:33.4（35.6）     | -0.8 | 0田中剛   | 55        | キングストレイル     | 492         |
| 0000.10.07 | 東京   | 毎日王冠          | GII  | 芝1800m（良） | 14    | 4     | 5     | 064.9（12人）   | 12着 | R1:46.2（36.8）     | -2.0 | 0中館英二 | 57        | チョウサン           | 492         |
| 0000.12.23 | 阪神   | 2007ファイナルS   | OP   | 芝1600m（稍） | 18    | 1     | 2     | 015.10（6人）   | 17着 | R1:38.3（39.7）     | -3.7 | 0武幸四郎 | 55        | アンブロワーズ       | 490         |
| 2008.08.24 | 新潟   | NSTOP             | OP   | 芝1400m（稍） | 10    | 6     | 6     | 012.40（5人）   | 08着 | R1:22.6（37.4）     | -1.6 | 0内田博幸 | 56        | ヤマニンエマイユ     | 474         |
| 0000.11.01 | 東京   | ブラジルC         | OP   | ダ2100m（良） | 16    | 5     | 10    | 062.9（14人）   | 16着 | R2:19.3（46.8）     | -9.7 | 0田中勝春 | 54        | マイネルアワグラス   | 498         |

## エピソード
- 共同通信杯を58kgの斤量で勝利した馬は同馬が初めてであり、ダービー以前に3歳馬が58kgを背負い重賞を制した馬では史上6頭目で、最も早い時期に58kgで勝利した馬となった。
- 小島調教師は、神戸新聞杯出走前まではディープインパクトの強さを認めていなかった。レースでは、出来るだけ速いラップで逃げ、出来る限りの差をつければ最後の直線でディープインパクトが届かないという作戦を打ち立てたが、休養明けという準備期間の短さもあり3コーナー付近で力尽きた。この敗戦によりディープインパクトの強さを認めたという。

## 血統表
| ストーミーカフェの血統                            | ストーミーカフェの血統                                        | ストーミーカフェの血統                       | （血統表の出典）                             | （血統表の出典） |
| 父系                                              | サンデーサイレンス系（ヘイルトゥリーズン系）                  | サンデーサイレンス系（ヘイルトゥリーズン系） | サンデーサイレンス系（ヘイルトゥリーズン系） | [ § 2 ]          |
| 父 アドマイヤベガ 1996 鹿毛 北海道早来町          | 父の父*サンデーサイレンス Sunday Silence 1986 青鹿毛 アメリカ | Halo                                         | Hail to Reason                               | Hail to Reason   |
| 父 アドマイヤベガ 1996 鹿毛 北海道早来町          | 父の父*サンデーサイレンス Sunday Silence 1986 青鹿毛 アメリカ | Halo                                         | Cosmah                                       |                  |
| 父 アドマイヤベガ 1996 鹿毛 北海道早来町          | 父の父*サンデーサイレンス Sunday Silence 1986 青鹿毛 アメリカ | Wishing Well                                 | Understanding                                | Understanding    |
| 父 アドマイヤベガ 1996 鹿毛 北海道早来町          | 父の父*サンデーサイレンス Sunday Silence 1986 青鹿毛 アメリカ | Wishing Well                                 | Mountain Flower                              |                  |
| 父 アドマイヤベガ 1996 鹿毛 北海道早来町          | 父の母ベガ 1990 鹿毛 北海道早来町                             | *トニービン                                  | *Kampala                                     | *Kampala         |
| 父 アドマイヤベガ 1996 鹿毛 北海道早来町          | 父の母ベガ 1990 鹿毛 北海道早来町                             | *トニービン                                  | Severn Bridge                                |                  |
| 父 アドマイヤベガ 1996 鹿毛 北海道早来町          | 父の母ベガ 1990 鹿毛 北海道早来町                             | *アンティックヴァリュー                      | Northern Dancer                              | Northern Dancer  |
| 父 アドマイヤベガ 1996 鹿毛 北海道早来町          | 父の母ベガ 1990 鹿毛 北海道早来町                             | *アンティックヴァリュー                      | Moonscape                                    |                  |
| 母 *グリーティングス Greetings 1996 鹿毛 イギリス | 母の父Rainbow Quest 1981 鹿毛 イギリス                        | Blushing Groom                               | Red God                                      | Red God          |
| 母 *グリーティングス Greetings 1996 鹿毛 イギリス | 母の父Rainbow Quest 1981 鹿毛 イギリス                        | Blushing Groom                               | Runaway Bride                                |                  |
| 母 *グリーティングス Greetings 1996 鹿毛 イギリス | 母の父Rainbow Quest 1981 鹿毛 イギリス                        | I Will Follow                                | Herbager                                     | Herbager         |
| 母 *グリーティングス Greetings 1996 鹿毛 イギリス | 母の父Rainbow Quest 1981 鹿毛 イギリス                        | I Will Follow                                | Where You Lead                               |                  |
| 母 *グリーティングス Greetings 1996 鹿毛 イギリス | 母の母Kissing Cousin 1991                                     | *デインヒル                                  | Danzig                                       | Danzig           |
| 母 *グリーティングス Greetings 1996 鹿毛 イギリス | 母の母Kissing Cousin 1991                                     | *デインヒル                                  | Razyana                                      |                  |
| 母 *グリーティングス Greetings 1996 鹿毛 イギリス | 母の母Kissing Cousin 1991                                     | First Kiss                                   | Kris                                         | Kris             |
| 母 *グリーティングス Greetings 1996 鹿毛 イギリス | 母の母Kissing Cousin 1991                                     | First Kiss                                   | Primatie                                     |                  |
| 母系(F-No.)                                       | (FN:14-f)                                                     | (FN:14-f)                                    | (FN:14-f)                                    | [ § 3 ]          |
| 5代内の近親交配                                   | Northern Dancer4×5=9.38%                                      | Northern Dancer4×5=9.38%                     | Northern Dancer4×5=9.38%                     | [ § 4 ]          |
| 出典                                              | 1. 2. 3. 4.                                                   | 1. 2. 3. 4.                                  | 1. 2. 3. 4.                                  | 1. 2. 3. 4.      |

母母Kissing Cousinは1994年のコロネーションステークス勝ち馬である。